# Melanomya xinjiangensis
Melanomya xinjiangensis är en tvåvingeart som beskrevs av Fan, Gan, Fang, Zheng, Chen och Tao 1997. Melanomya xinjiangensis ingår i släktet Melanomya och familjen spyflugor.
Artens utbredningsområde är Xinjiang (Kina). Inga underarter finns listade i Catalogue of Life.